# Втрати 752-го мотострілецького полку (РФ)
У статті наведено подробиці поіменних втрат 752-го мотострілецького полку, збройних сил РФ у різних війнах.

## Російсько-українська війна
| п/п | Прізвище, ім'я, по батькові                                              | Звання            | Дата народження | Дата смерті | примітки                                                                           |
| --- | ------------------------------------------------------------------------ | ----------------- | --------------- | ----------- | ---------------------------------------------------------------------------------- |
| 1.  | Шашкін Сергій Олександрович (рос. Шашкин Сергей Александрович)           | капітан           | 12.11.1987      | 08.02.2015  | командир роти                                                                      |
| 2.  | Ханигін Максим Фатіхович (рос. Ханыгин Максим Фатихович)                 | рядовий           | 25.02.2000      | 24.02.2022  |                                                                                    |
| 3.  | Потапенко Юрій Васильович (рос. Потапенко Юрий Васильевич)               | молодший сержант  | 18.05.1999      | 24.02.2022  | командир відділення артрозвідки                                                    |
| 4.  | Талаєв Халіл Хасанович (рос. Талаев Халил Хасанович)                     | молодший сержант  | 29.08.2000      | 27.02.2022  |                                                                                    |
| 5.  | Кондратьєв Андрій Михайлович (рос. Кондратьев Андрей Михайлович)         | старший лейтенант | 08.05.1996      | 04.03.2022  | командир загону по тилу                                                            |
| 6.  | Поздняков Сергій Олександрович (рос. Поздняков Сергей Александрович)     | сержант           | 29.06.1996      | 06.03.2022  | начальнки відділення укпарвління                                                   |
| 7.  | Медведєв Антон Романович (рос. Медведев Антон Романович)                 | сержант           | 06.01.1999      | 11.03.2022  | заступник командира взводу                                                         |
| 8.  | Распопін Олексій Миколайович (рос. Распопин Алексей Николаевич)          | сержант           | 21.03.1992      | 15.03.2022  | гранатометник                                                                      |
| 9.  | Кунжароков Рустам Жандосович (рос. Кунжариков Рустам Жандосович)         | старший сержант   | 11.09.1995      | 21.03.2023  | заступник командира взводу                                                         |
| 10. | Алексанян Амбрацум Арменович (рос. Алексанян Амбарцум Арменович)         | старший лейтенант | 09.02.1998      | 25.03.2022  | командир взводу                                                                    |
| 11. | Туковський Артем Миколайович (рос. Туковский Артём Николаевич)           | прапорщик         | 24.07.1990      | 27.03.2022  |                                                                                    |
| 12. | Тарасов Олександр Сергійович (рос. Тарасов Александр Сергеевич)          | рядовий           |                 | 28.03.2022  | старший стрілець                                                                   |
| 13. | Рамазанов Абумуслім Анверович (рос. Рамазанов Абумуслим Анверович)       | сержант           | 30.11.1996      | 02.04.2022  |                                                                                    |
| 14. | Камілов Ісламжон Ібрагімжанович (рос. Камилов Исламжон Ибрагимжанович)   |                   | 14.04.2002      | 05.04.2022  | кулеметник                                                                         |
| 15. | Ярославцев Денис Сергійович (рос. Ярославцев Денис Сергеевич)            |                   | 25.10.2003      | 07.04.2022  | строковик                                                                          |
| 16. | Немитов Михайло Олександрович (рос. Немытов Михаил Александрович)        | єфрейтор          | 13.01.1991      | 09.04.2022  | старший снайпер                                                                    |
| 17. | Ращаков Маїв Тагірович (рос. Разаков Маил Тагирович)                     | лейтенант         | 25.01.1999      | 09.04.2022  | командир взводу                                                                    |
| 18. | Сорокін Дмитро Володимирович (рос. Сорокин Дмитрий Владимирович)         | лейтенант         | 22.11.1998      | 17.04.2022  | офіцер                                                                             |
| 19. | Оюн Аїжи Олексійович (рос. Оюн Айыжы Алексеевич)                         | рядовий           | 07.11.2002      | 06.05.2022  | навідник                                                                           |
| 20. | Велієв Ельдар Шахабутдинович (рос. Велиев Эльдар Шахабутдинович)         | рядовий           | 04.05.2003      | 06.05.2022  | водій                                                                              |
| 21. | Пашков Дмитро Миколайович (рос. Пашковый Дмитрий Николаевич)             |                   |                 | 12.06.2022  | заступник командира гармати                                                        |
| 22. | Ондар Аржаан Алдар-оолович (рос. Ондар Аржаан Алдар-оолович)             | старший лейтенант | 12.04.1992      | 01.07.2022  | командир роти                                                                      |
| 23. | Кадієв Махач Кудрудинович (рос. Кадиев Махач Купрудинович)               | лейтенант         | 14.05.1999      | 14.07.2022  | заступник командира роти                                                           |
| 24. | Мамієв Маммі Абдулгамідович (рос. Маммиев Мамми Абдулгамидович)          |                   | 19.01.1998      | 16.08.2022  | команндир відділення КБМ                                                           |
| 25. | Негмонов Шералі Муродович (рос. Негмонов Шерали Муродович)               | капітан           | 01.01.1995      | 01.10.2022  | командир 2 танкової роти танкового батальйону                                      |
| 26. | Катунін Володимир Володимирович (рос. Катунин Владимир Владимирович)     | єфрейтор          | 06.07.1990      | 17.10.2022  |                                                                                    |
| 27. | Шляпников Костянтин Анатолійович (рос. Шляпников Константин Анатольевич) | рядовий           | 24.06.2001      | 24.10.2022  | водій                                                                              |
| 28. | Колтунов Юрій Іванович (рос. Колтунов Юрий Иванович)                     | молодший сержант  | 15.03.1989      | 29.10.2022  | гранатометник                                                                      |
| 29. | Ніконов Сергій Васильович (рос. Никонов Сергей Васильевич)               | лейтенант         | 15.02.1973      | 03.12.2022  | командир 2-го взводу ПТУР                                                          |
| 30. | Бойко Петро Васильович (рос. Бойко Петр Васильевич)                      |                   | 30.07.1982      | 22.12.2022  | мобілізований                                                                      |
| 31. | Зубрилов Станіслав Миколайович (рос. Зубрилов Станислав Николаевич)      | молодший сержант  | 16.11.1987      | 03.01.2023  | старший навідник 1 відділення 2 гранатометного взводу 2 мотострілкового батальйону |
| 32. | Величко Валентин Олегович (рос. Величко Валентин Олегович)               | рядовий           | 16.06.1989      | 16.04.2023  |                                                                                    |
| 33. | Катаєв Даниїл Олександрович (рос. Катаев Даниил Александрович)           | рядовий           | 31.08.2004      | 05.11.2023  | навідник-оператор, строковик                                                       |
| 34. | Коптєв Микола Петрович (рос. Коптев Николай Петрович)                    |                   | 13.03.1986      | 14.12.2023  |                                                                                    |

## Війна в Сирії
| п/п | Прізвище, ім'я, по батькові                                            | Звання  | Дата народження | Дата смерті | примітки                                    |
| --- | ---------------------------------------------------------------------- | ------- | --------------- | ----------- | ------------------------------------------- |
| 1.  | Горбань Костянтин В'ячеславович (рос. Горбань Константин Вячеславович) | капітан | 02.12.1989      | 06.03.2018  | начальник ракетно-артилерійського озброєння |